# Türksat–3A
Türksat–3A a török kommunikációs műholdcsalád tagja.

## Jellemzői
Szolgáltatását Európától Közép-Ázsiáig végzi.

## Küldetés
Építette az Aerospatiale Espace et Defense (ma: Alcatel Space Industries) francia. Gyártási platform az Aérospatiale Spacebus-4000B2 volt. Üzemelteti a Turk Telecom (Türksat A.Ş.) Társműholdja a Skynet–5C (angol).
Megnevezései: Turksat–3A; COSPAR: 2008-030B; SATCAT kódja: 33056.
2008. június 12-én a Guyana Űrközpontból ELA3 (LC–Launch Complex) jelű indítóállványról egy Ariane–5 (Ariane-5ECA) hordozórakétával állították közepes magasságú Föld körüli pályára állítani. Az orbitális pályája 1436,13 perces, 42° hajlásszögű, geostacionárius pálya perigeuma 35 721 kilométer, az apogeuma 35 853 kilométer volt.
Feladata elváltani az elöregedett Türksat–1C űreszközt. Három tengelyesen stabilizált műhold. 
Formája téglatest, méretei 2,8 × 1,8 × 2,9 méter, felszálló tömege 3110, üresen 1272 kilogramm. Szolgálati idejét 15 évre tervezték. Telemetriai szolgáltatását 24 Ku-sávos (BSS/FSS) transzponderrel, illetve antennák alkalmazásával segíti. Pozíciójának helyzetét GPS rendszer segítségével követték. Az űreszközhöz napelemeket (fesztávolságuk 29,6 méter) rögzítettek (8 kW), éjszakai (földárnyék) energia ellátását újratölthető kémiai akkumulátorok biztosították. Hajtóanyaga és mikrófúvókái segítették a stabilitást és a pályaadatok tartását.